# 彼はトモダチ
『彼はトモダチ』（かれはトモダチ）は、吉岡李々子による日本の漫画作品。
『別冊フレンド』（講談社）にて、2007年10月号から2010年3月号まで連載されていた。単行本は全7巻。最終回後の話や過去を描いた番外編が収録された『彼はトモダチPLUS』も発売された。

## あらすじ
日和はクラスメイトの水野に片思い中。
たまたま席替えで隣の席になった佐々本が水野と幼なじみだということを知り、協力してほしいと頼む。一度は協力できないと断る佐々本だったが、協力することを約束し、水野、琴音の4人で遊園地へ行くことになった。水野との距離を縮めたい日和だったが、肝心の水野は日和が佐々本のことが好きだと勘違いをしてしまう。

## 登場人物
藤咲 日和（ふじさき ひより）
素直で明るい性格の女の子。中2の時から水野へ片思いしていた。
中3の時、同じクラスメイトの佐々本が水野と幼なじみと知り、協力を依頼するが、いつの間にか佐々本のことが気になり始め、好きだと気付き、付き合うことに…。
佐々本が初めての彼氏。
佐々本 佳連（ささもと かれん）
無愛想で無口だが、とても優しい男の子。メガネがトレードマーク。
以前から日和のことが好きで想いが通じて付き合ったが、日和を守るため、別れることを選択する。
水野と琴音とは幼なじみで琴音とは家が隣同士。水野に頼まれ、小学時代から琴音の面倒をみている。また、琴音の家庭の事情を知っているゆえに放っておけない。
水野 裕磨（みずの ゆうま）
幼い時から琴音を一途に想い付き合うが、高校1年の春にあっけなく別れる。
爽やかで女の子にモテる。
佐々本と琴音のことで悩み泣く日和を間近で見ているうちに自分が日和を幸せにしたいと思うようになる。
神原 琴音（かんばら ことね）
小学校の頃からイジメに遭っていた。日和は唯一の女友達。
佐々本の初恋の相手。水野と付き合うが、佐々本のことが好きだと気付き別れる。
佐々本と日和が付き合っていることに納得が行かず、何度となく別れさせようとし邪魔をする。
親からの愛を受けなかったせいか、『自分はどうでもいい存在』と思い、自分を傷つける行動をするようになる。その度に佐々本が引きとめ、佐々本がいないとダメだと思うようになる。

## 書誌情報
- 吉岡李々子『彼はトモダチ』講談社〈講談社コミックス別冊フレンド〉全7巻
  1. 2008年1月11日発売、ISBN 978-4-06-341559-9[1]
  2. 2008年6月13日発売、ISBN 978-4-06-341581-0[2]
  3. 2008年10月10日発売、ISBN 978-4-06-341593-3[3]
  4. 2009年3月13日発売、ISBN 978-4-06-341613-8[4]
  5. 2009年7月13日発売、ISBN 978-4-06-341629-9[5]
  6. 2009年12月11日発売、ISBN 978-4-06-341657-2[6]
  7. 2010年3月12日発売、ISBN 978-4-06-341671-8[7]

- 吉岡李々子『彼はトモダチPLUS』講談社〈講談社コミックス別冊フレンド〉全1巻、2011年9月13日発売、ISBN 978-4-06-341761-6[8]